# Jeosafá
Josafá; alternativamente escrito como Jeosafá, Josafat ou Yehoshafat; (Hebraico: יְהוֹשָׁפָט‎, Moderno: Yəhōšafat, Tiberiano: Yehōšāp̄āṭ, "Jeová julgou"; Grego: Ἰωσαφάτ, romanizado: Iosafát; Latim: Josaphat) de acordo com o primeiro livro de Reis, era filho de Asa, e o quarto rei do reino de Judá, na sucessão de seu pai. Seus filhos incluíam Jeorão, que o sucedeu como rei. E sua mãe era Azuba. Historicamente, seu nome às vezes foi relacionado ao Vale de Josafá.
Durante o seu reinado, houve grande combate à idolatria, pois destruiu os altos, quebrou as estátuas, e outros. Conquistou Edom e fez reformas militares, políticas e religiosas.
Durante o seu reinado, também houve aliança com o rei Acabe, de Israel, na batalha contra os sírios na qual o rei Acabe foi morto, e também com Acazias, para que se construíssem barcos que fossem a Társis pegar ouro, mais foi repreendido pelo profeta Eliéser, filho de Dodavá, que disse: Porquanto te aliastes com os que aborrecem ao Senhor, o senhor despedaçou as tuas obras. E os navios se quebraram, e não chegaram em Társis. Seu filho Jorão reinou em seu lugar.
No ano 853 a.C. aconteceu a famosa batalha de Carcar. A coalizão de dois reis vizinhos de Judá e Israel lutou a fim de entravar a força inundante da Assíria. Salmaneser III alardeou depois a sua vitória, mas os historiadores partam de um empate, visto que Salmaneser não conquistou país algum e voltou somente depois de quatro anos para essa região. Israel participou com o maior contingente de carros de guerra, enquanto Judá nem está alistado sequer.
Presume-se por isso, que Josafá talvez participou como aliado de rei Acabe de Israel, aumentando o exército dele.